# Mister Freedom
Pour plus de détails, voir Fiche technique et Distribution.
Mister Freedom est un film français réalisé par William Klein, sorti en 1969.

## Synopsis
Mister Freedom, un superhéros américain, vient sauver la France de Red China Man et de Moujik Man. Mais il ne parvient qu'à semer désordre et chaos, à répandre la violence et faire couler le sang. Reprenant les thèmes sociétaux qui prévalaient en pleine guerre froide et en période d'enlisement de la guerre sanglante du Vietnam, William Klein adopte un ton loufoque et satirique qui tourne les prétentions américaines expansionnistes en matière de démocratie en une opérette décadente et burlesque, avec un  missionnaire plus clownesque que crédible. Mise en exergue d'une dégénérescence qu'on retrouvera selon un genre similaire dans le film Idiocracy trente ans plus tard.

## Fiche technique
- Réalisation, scénario et dialogue, costumes, dessins : William Klein
- Image : Pierre Lhomme
- Son : Antoine Bonfanti
- Assistant réalisateur : Alain Franchet
- Musique : Serge Gainsbourg, Michel Colombier
- Décors : Jacques Dugied
- Montage : Anne-Marie Cotret
- Production : Guy Belfond, Michel Zemer
- Société de production : Les Films du Rond-Point, O.P.E.R.A.
- Pays d'origine :  France
- Format : Couleurs - 35 mm - 1,66:1 - Mono
- Genre : comédie
- Durée : 105 min
- Date de sortie : 9 janvier 1969

## Distribution
- Delphine Seyrig : Marie-Madeleine
- John Abbey : Mister Freedom
- Philippe Noiret : Moujik Man
- Donald Pleasence : Dr Freedom
- Jean-Claude Drouot : Dick Sensass
- Serge Gainsbourg : Mr Drugstore
- Rufus : Freddy Fric
- Catherine Rouvel : la Marie Rouge
- Yves Lefebvre : Jacques Occident
- Sami Frey: Christ Man
- Monique Chaumette : la Vierge Marie
- Yves Montand : Capitaine Formidable
- Daniel Cohn-Bendit : lui-même
- Pierre Baillot : Tornade Blanche
- Henry Pillsbury : Joe Détergent
- Jean-Luc Bideau : un combattant
- Simone Signoret : caméo
- Rita Maiden : la femme de chambre
- Sabine Sun : la réceptionniste
- Hugues Quester
- Albert Dray
- Michel Creton
- Colin Drake
- Raoul Billerey
- Albert Augier
- Jean-Claude Bouillaud
- Marcel Gassouk
- Éric Vasberg
- Odile Astié
- Michèle Loubet
- Guy Davout